# 文の成分
文の成分、または文(の)要素（sentence element）とは、文または節における各語句の、機能的な分類。品詞と共に、文法の説明においてよく用いられる。奥田靖雄・鈴木重幸らは文の部分と呼んでいる。
各成分・要素は、通常「～語」という呼称になるが、複数の語をまとめて指す場合は「～部」と呼ぶことが多い。
言語や論者により、分類法や意味が若干異なる。

## 一覧
- 主語（subject）
- 述語（predicate）
- 目的語（object）
- 同格語（appositive）
- 補語（complement）
- 付加語（adjunct、またはadverbial （副詞類））
- 修飾語（modifier）
- 独立語